# NGC 1701
NGC 1701 est une vaste galaxie spirale située dans la constellation du Burin. NGC 1701 a été découverte par l'astronome britannique John Herschel en 1834.

## Caractéristiques
Sa vitesse par rapport au fond diffus cosmologique est de 5 836 ± 24 km/s, ce qui correspond à une distance de Hubble de 86,1 ± 6,0 Mpc (∼281 millions d'al).
La classe de luminosité de NGC 1701 est II et elle présente une large raie HI.